# Фонтана, Сантино
Санти́но Фонта́на (англ. Santino Fontana, род. 21 марта 1982) — американский актёр и певец. Лауреат премии «Тони». Наиболее известен по роли Грега Серрано в телесериале «Чокнутая бывшая» (2015–2016), а также по озвучиванию принца Ханса в мультфильме «Холодное сердце» (2013).

## Биография

### Ранняя жизнь и образование
Фонтана родился в Стоктоне, штат Калифорния. Он на половину итальянец, на четверть португалец и ещё на четверть испанец. Фонтана окончил среднюю школу Ричленда в Ричленде, штат Вашингтон в 2000 году. Он получил диплом бакалавра изящных искусств актёрского факультета в Миннесотском университете/Театре Гатри в 2004 году.

### Карьера
В 2005 году Фонтана стал соавтором музыкальной комедии «Идеальная гармония» и первым сыграл роль Филипа Феллоуса V. В 2006 году он играл роль Мэтта в офф-Бродвейском возрождённом мюзикле «Фантастикс». На Бродвее Фонтана дебютировал в постановке «Билли Эллиота», который шёл с 1 октября 2008 по 4 июля 2009 года. В 2010 году он получил премию «Драма Деск» как лучший актёр второго плана в пьесе за работу в «Воспоминаниях Брайтон-Бич». В бродвейской постановке «Золушки» Роджерса и Хаммерстайна 2013 года Фонтана сыграл принца Тофера; за эту роль он получил номинацию на премию «Тони» за лучшую мужскую роль в мюзикле.
В 2013 году он озвучил принца Ханса в диснеевском мультфильме «Холодное сердце».
В 2015 году Фонтана стал первым приглашённым актёром, который трижды за один год выступал с хором Мормонской Скинии. Также в 2015 году он получил одну из регулярных ролей в музыкальной комедии «Чокнутая бывшая» с Рэйчел Блум в главной роли.

## Личная жизнь
В 2011 году Фонтана начал встречаться с актрисой Джессикой Хершберг. Они обручились в сентябре 2014 года и поженились 5 сентября 2015 года. В сентябре 2019 года у супругов родилась дочь.

## Фильмография
| Год       |     | Русское название              | Оригинальное название           | Роль              |
| --------- | --- | ----------------------------- | ------------------------------- | ----------------- |
| 2010      | с   | Хорошая жена                  | The Good Wife                   | Дэнни Уиллоби     |
| 2010—2014 | с   |                               | Submissions Only                | Аарон Миллер      |
| 2011      | с   | Сестра Джеки                  | Nurse Jackie                    | Дэвид             |
| 2011      | кор |                               | Jersey Shore Gone Wilde         | Эгли              |
| 2011      | тф  | Как важно быть серьёзным      | The Importance of Being Earnest | Алджернон Монкриф |
| 2011      | кор |                               | Newsworthy                      | мистер Керри      |
| 2012      | с   | Одарённый                     | A Gifted Man                    | Джини Типтон      |
| 2012      | ф   |                               | Nancy, Please                   | Чарли             |
| 2012      | с   | Дорогой доктор                | Royal Pains                     | Джейсон           |
| 2012      | с   | Сделано в Джерси              | Made in Jersey                  | Ван Пелт          |
| 2013      | мф  | Холодное сердце               | Frozen                          | принц Ханс        |
| 2014      | ф   | Джек Райан: Теория хаоса      | Jack Ryan: Shadow Recruit       | бегущий банкир    |
| 2014      | с   | Моцарт в джунглях             | Mozart in the Jungle            | Моцарт            |
| 2015      | кор | Холодное торжество            | Frozen Fever                    | принц Ханс        |
| 2015      | с   | Прямой эфир в Линкольн-центре | Live from Lincoln Center        | Мосс Харт         |
| 2015      | ф   | Сёстры                        | Sisters                         | мистер Гринт      |
| 2015—2017 | с   | Чокнутая бывшая               | Crazy Ex-Girlfriend             | Грег Серрано      |
| 2016      | с   | Безмозглые                    | BrainDead                       | Кевин             |
| 2016      | с   | Оттенки синего                | Shades of Blue                  | Дэвид Саперштейн  |